# جون وير
جون وير (9 يناير 1863 - 28 نوفمبر 1907) (بالإنجليزية: John Ware)‏ هو لاعب كريكت بريطاني.

## وصلات خارجية
- جون وير على موقع إي آس بي آن كريك إنفو (الإنجليزية)